# Jan Gwiazdomorski (prawnik)

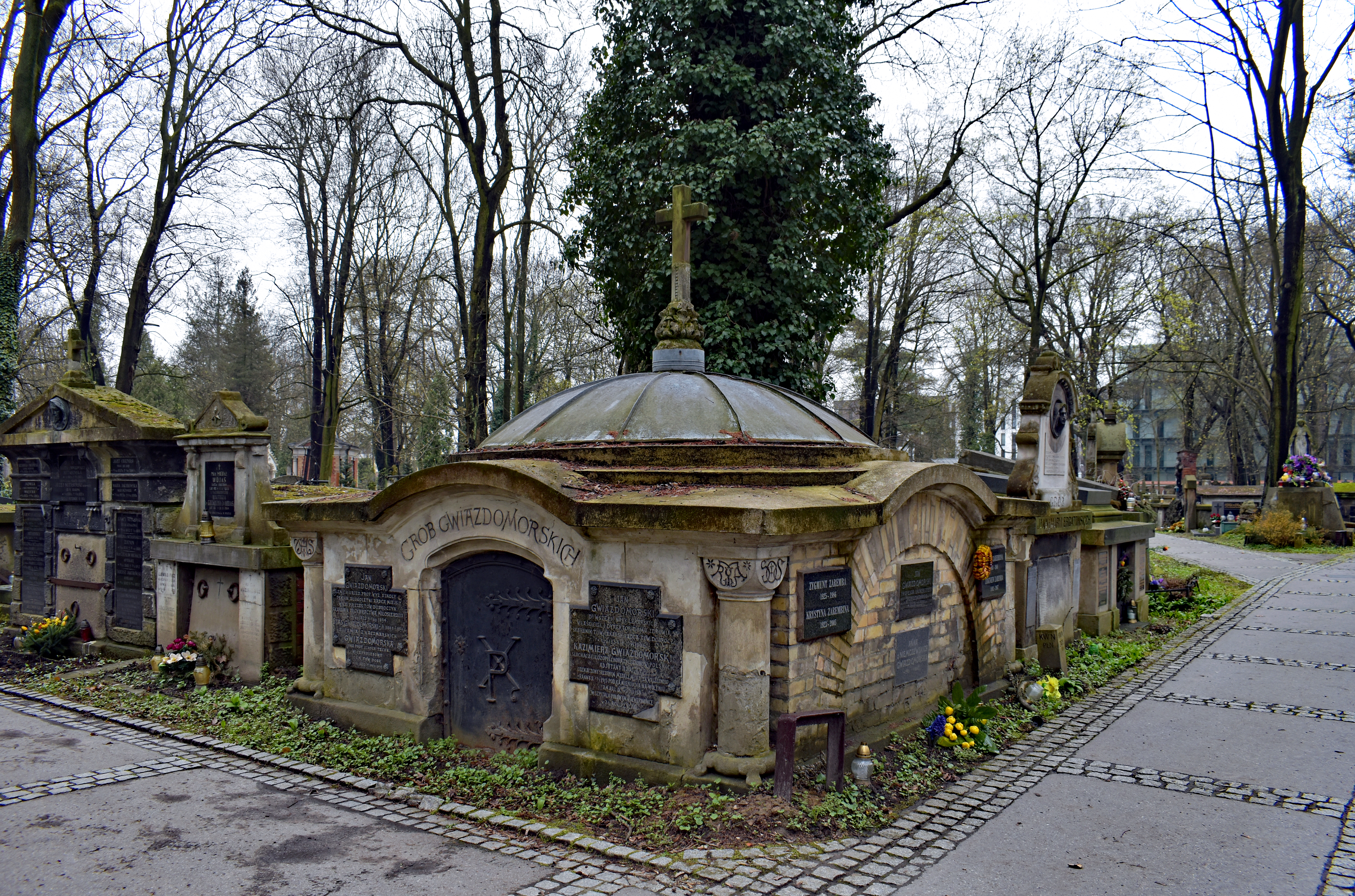
Grobowiec rodziny Gwiazdomorskich na cmentarzu Rakowickim

Jan Marian Gwiazdomorski (ur. 4 lutego 1899 w Krakowie, zm. 17 grudnia 1977 tamże) – polski prawnik, profesor Uniwersytetu Jagiellońskiego i Wrocławskiego, członek Polskiej Akademii Umiejętności.

## Życiorys
Był synem Jana (lekarza, założyciela pierwszej galicyjskiej Lecznicy Prywatnej w Krakowie) i Marii z Ciechanowskich. Miał siostrę Annę Eufemię, która była żoną kupca kolonialnego i właściciela Szarej Kamienicy Adama Szarskiego i matką Jana Szarskiego, oraz siostrę Helenę i brata Kazimierza, studenta wydziału filozofii UJ, który 2 listopada 1915 roku jako adiutant II bat. 6 pułku piechoty zmarł z ran po bitwie pod Kamieniuchą. Jan Gwiazdomorski uczęszczał do niemieckiej szkoły powszechnej w Krakowie (1905–1909), następnie do III gimnazjum im. Sobieskiego w Krakowie (1909–1917). W latach 1917–1921 studiował prawo na Wydziale Prawa Uniwersytetu Jagiellońskiego, m.in. pod kierunkiem Władysława Jaworskiego i Fryderyka Zolla. Jednocześnie odbywał ochotniczą służbę w Wojsku Polskim jako podchorąży w Samodzielnym Dyonie Artylerii Ciężkiej, a potem w stopniu porucznika (1918–1921). W 1922 obronił doktorat z prawa. W 1923 ożenił się z Hanną z domu Niemczewską.

### Działalność naukowa w II Rzeczypospolitej
W 1924 podjął pracę na Uniwersytecie Jagiellońskim. Został starszym asystentem w II Katedrze Prawa Cywilnego, a po habilitacji (1928, na podstawie pracy Przejęcie długu) – docentem w tej katedrze. W 1930 otrzymał nominację na profesora nadzwyczajnego i objął kierownictwo II Katedry Prawa Cywilnego (do 1948). Od 1937 był profesorem zwyczajnym, a w latach 1938–1939 zastępcą przewodniczącego Komisji Dyscyplinarnej UJ.

### Działalność publiczna w II Rzeczypospolitej
Pracował jako urzędnik w krakowskiej Prokuratorii Generalnej (1922–1923), później zasiadał m.in. w Radzie Miejskiej Krakowa (1931–1934).

### II wojna światowa
Został aresztowany przez Niemców w trakcie Sonderaktion Krakau. Od listopada 1939 do lutego 1940 był więziony w Krakowie, Wrocławiu i obozie w Sachsenhausen. Całą historię aresztowania profesorów UJ i pobytu w obozie Sachsenhausen opublikował po wojnie w książce Wspomnienia z pobytu w Sachsenhausen.

### Okres powojenny
Po wojnie powrócił do pracy na uniwersytecie. W roku akademickim 1945/1946 był dziekanem Wydziału Prawa. W 1948 przeniósł się do pracy na Uniwersytecie Wrocławskim. Jako pracownik naukowy Katedry Prawa Cywilnego prowadził wykłady z prawa rodzinnego, prawa spadkowego oraz prawa zobowiązań. W latach 1948–1956 kierował Katedrą Prawa Cywilnego. W 1956 powrócił na UJ.

W okresie powojennym pełnił wiele ważnych funkcji w różnych instytucjach naukowych. W 1946 został członkiem korespondentem PAU, a w 1950 członkiem czynnym PAU. W latach 1938–1952 pełnił funkcję sekretarza Sekcji Prawa Współczesnego Komisji Prawniczej PAU. Był też członkiem Zespołu Prawa Cywilnego Materialnego i Zespołu Prawa Cywilnego Procesowego w Komisji Kodyfikacyjnej (1956–1970), brał udział w pracach nad kodeksami prawa cywilnego i postępowania cywilnego. W latach 1956–1960 przewodniczył Radzie Naukowej Instytutu Nauk Prawnych PAN.
W 1969 przeszedł na emeryturę.

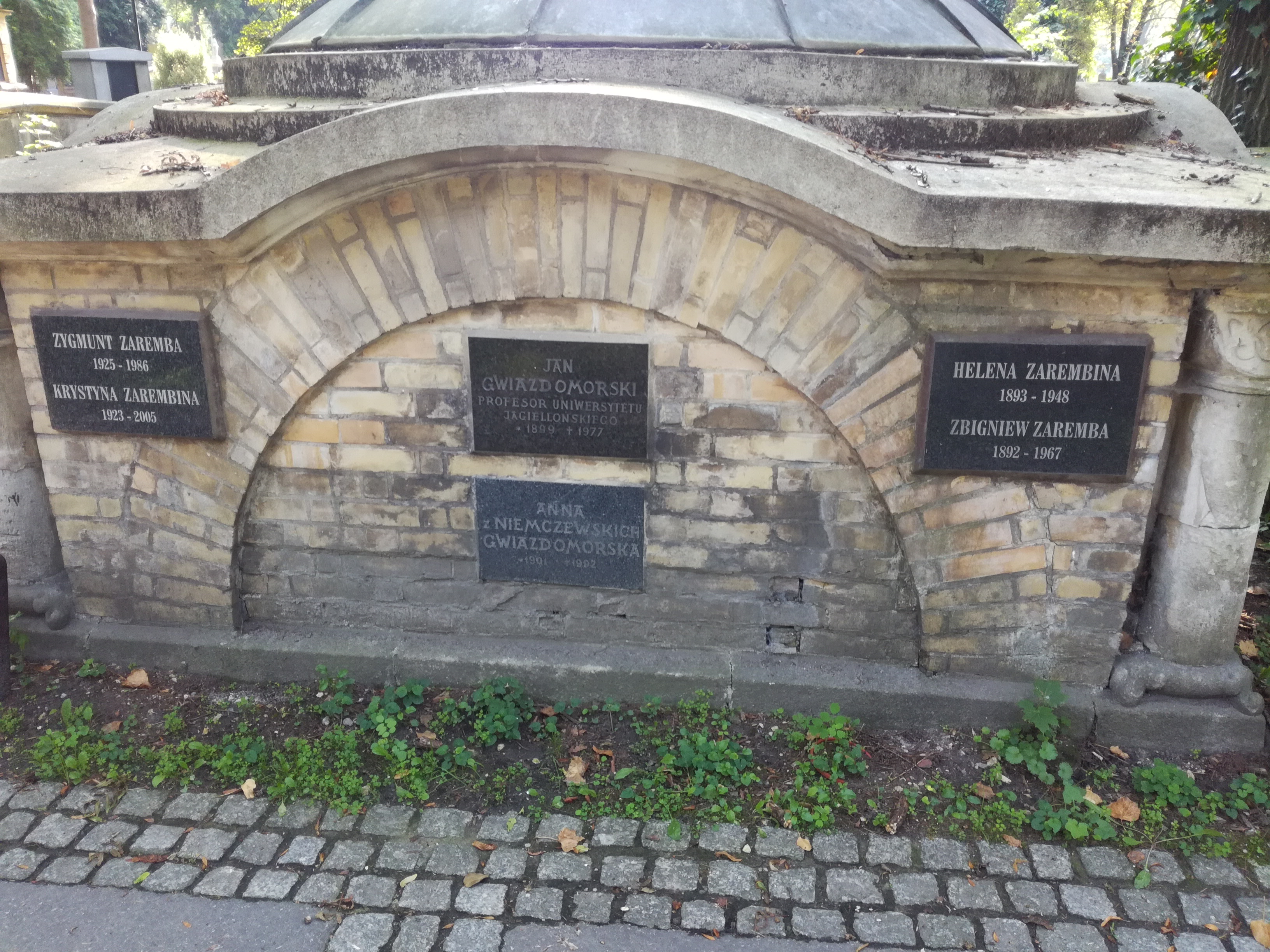
Grób prof. Jana Gwiazdomorskiego na cmentarzu Rakowickim

Zmarł w Krakowie, pochowany na cmentarzu Rakowickim (kwatera N-płn-zach-narożnik).

## Dorobek naukowy
W pracy naukowej zajmował się prawem zobowiązań, prawem rodzinnym oraz prawem spadkowym. W pracy habilitacyjnej Przejęcie długu ujął w nowatorski sposób to zagadnienie. Dla potrzeb opracowania Fryderyka Zolla Prawo cywilne (1931–1933) przygotował omówienie prawa małżeńskiego; było to pierwsze w Polsce całościowe ujęcie tego tematu. W 1945 przygotował projekt polskiego prawa spadkowego. Zajmował się krakowską szkołą prawniczą XIX i XX wieku; współpracował z Polskim Słownikiem Biograficznym. Oprócz prac naukowych (ok. 180) opublikował także Wspomnienia z Sachsenhausen (1945, 1969, 1975). Do grona jego wychowanków zalicza się prof. Kazimierz Działocha.

### Najważniejsze publikacje
- Nowoczesne metody zabezpieczenia kredytu. Własność jako prawo zabezpieczające (1932)
- Osobowe prawo małżeńskie obowiązujące w byłych dzielnicach austriackich (1932)
- Projekt nowej ustawy o stypendiach (1932)
- Kodeks zobowiązań (1934)
- Kwestie wątpliwe z zakresu prawa międzyczasowego w przepisach wprowadzających kodeks zobowiązań (1934)
- Trudności kodyfikacji osobowego prawa małżeńskiego w Polsce (1935)
- Pojęcie spadku według przepisów obowiązujących w Małopolsce (1939)
- Polepszenie położenia prawnego dziecka nieślubnego i jego matki (1939)
- Nowe prawo małżeńskie (1946)
- Prawo rodzinne (1946)
- Polskie prawo małżeńskie (1948)
- Stwierdzenie praw do spadku (1950–1951, 2 części)
- Treść i zakres obowiązku alimentacyjnego między krewnymi (1954)
- Prawo spadkowe (1959)
- Stosunki majątkowe między małżonkami (1959)
- Zarys prawa spadkowego (1961)
- Alimentacyjny obowiązek spadkowy między małżonkami (1970)[3]

## Ordery i odznaczenia
- Krzyż Oficerski Orderu Odrodzenia Polski (1947)[7]
- Medal im. Mikołaja Kopernika PAN (1972)
- Złota Odznaka „Za Pracę Społeczną dla miasta Krakowa” (1969)[8]

## Nagrody i wyróżnienia
- Nagroda I stopnia Ministra Szkolnictwa Wyższego za wybitne osiągnięcia w pracy dydaktyczno-wychowawczej (1969)
- tytuł doktora honoris causa Uniwersytetu Wrocławskiego (14 maja 1977)[3]